# Phare de Punta Quepos
Le phare de Punta Quepos (en espagnol : Faro de Punta Quepos) est un phare actif situé sur Punta Quepos (ceb) dans la province de Puntarenas au Costa Rica. Il est géré par l'Autorité portuaire de Puntarenas.

## Histoire
Punta Quepos est un cap situé à 8 km au sud de Quépos. Le phare actuel, mis en service en 2010, a remplacé une ancienne tour de même hauteur. Il se trouve dans le parc national Manuel Antonio près d'un complexe hôtelier.

## Description
Ce phare est une tour métallique à claire-voie, avec une galerie et une lanterne de 12 m de haut. La tour est peinte en bandes horizontales blanches, rouges, blanches et grises. Il émet, à une hauteur focale d'environ 156 m, un éclat blanc par période de 3 secondes. Sa portée est de 6 milles nautiques (environ 15 km).
Identifiant : ARLHS : COS-... - Amirauté : G3310 - NGA : 111-15464 .

### Lien connexe
- Liste des phares du Costa Rica